# Oriental Mindoro

Oriental Mindoro

Oriental Mindoro – prowincja na Filipinach w regionie MIMAROPA, położona we wschodniej części wyspy Mindoro.
Od zachodu graniczy z prowincją Occidental Mindoro. Na wschodzie poprzez cieśniny z prowincją Batangas na wyspie Luzon, oraz prowincjami-wyspami: Marinduque i Romblon. Powierzchnia: 4238,4 km². Liczba ludności: 735 769 mieszkańców (2007). Gęstość zaludnienia wynosi 173,6 mieszk./km². 
Stolicą prowincji jest Calapan.